# Ambierle
Ambierle is een gemeente in het Franse departement Loire (regio Auvergne-Rhône-Alpes). De plaats maakt deel uit van het arrondissement Roanne. Ambierle telde op 1 januari 2022 1.877 inwoners.

## Geschiedenis en erfgoed
Al in 902 was er hier een abdij. In 1101 verloor deze abdij haar zelfstandigheid en werd een priorij onder de abdij van Cluny. De romaanse kapel van de priorij werd in de 15e eeuw onder leiding van prior Antoine de Balzac d'Entragues vervangen door een nieuwe, gotische kerk. De Saint-Martinkerk met haar polychroom dak werd in 1840 beschermd als historisch monument. Het klooster werd geteisterd door branden en in de 18e eeuw werden een nieuw klooster en een huis voor de prior gebouwd. De priorij bleef als gaaf geheel bewaard na de Franse Revolutie maar de westelijke versterkte muur werd afgebroken in 1882-1883 voor de aanleg van de nieuwe weg naar Saint-Bonnet-des-Quarts. Het dorp Ambierle groeide rond de priorij en kreeg in 1667 een eigen parochiekerk, de Saint-Nizier. Van deze kerk rest enkel de toren.

## Geografie
De oppervlakte van Ambierle bedroeg op 1 januari 2022 30,76 vierkante kilometer; de bevolkingsdichtheid was toen 61 inwoners per km². Het centrum van de gemeente ligt op een hoogte boven de vlakte van Roanne.

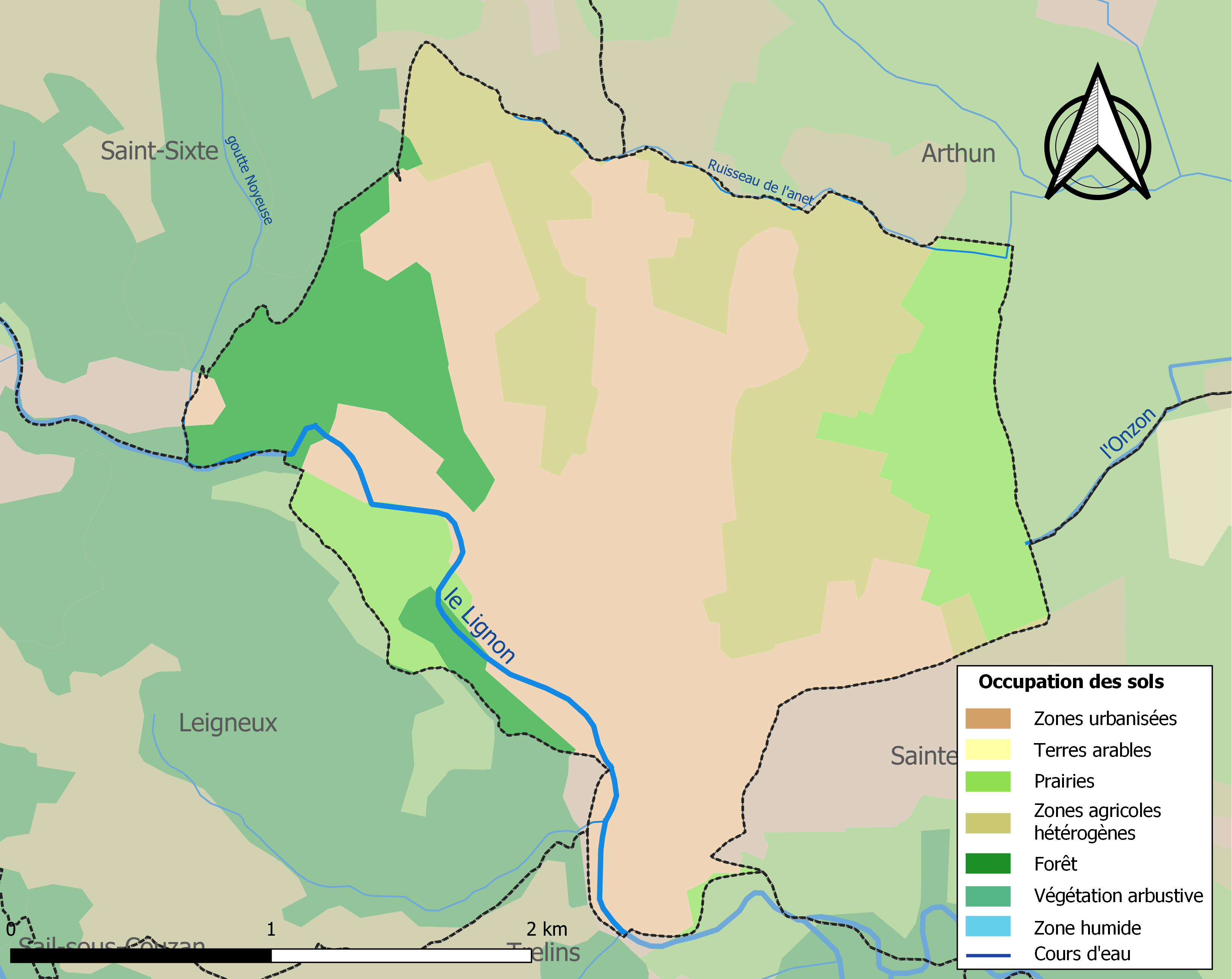
Kaart van de gemeente met de belangrijkste infrastructuur, bodemgebruik en omliggende gemeenten

## Demografie
Onderstaande figuur toont het verloop van het inwonertal (bron: INSEE-tellingen).

## Geboren
- Jean de la Grange (ca. 1325-1402), abt, bisschop en kardinaal
- Jean-Marie Odin (1800-1870), missionaris en aartsbisschop in de Verenigde Staten